# Finał Pucharu Ekstraklasy 2007
Finał Pucharu Ekstraklasy 2007 – mecz piłkarski kończący rozgrywki Pucharu Ekstraklasy 2006/2007, który został rozegrany 10 czerwca 2007 roku na Stadionie GKS Bełchatów w Bełchatowie, pomiędzy Dyskobolią Grodzisk Wielkopolski a GKS Bełchatów. Trofeum po raz 1. wywalczyła Dyskobolia Grodzisk Wielkopolski.

## Droga do finału
| Dyskobolia Grodzisk Wielkopolski | Dyskobolia Grodzisk Wielkopolski | Dyskobolia Grodzisk Wielkopolski | Runda        | GKS Bełchatów | GKS Bełchatów  | GKS Bełchatów |
| Data                             | Przeciwnik                       | Wynik                            | Runda        | Data          | Przeciwnik     | Wynik         |
| -------------------------------- | -------------------------------- | -------------------------------- | ------------ | ------------- | -------------- | ------------- |
| 21.11.2006                       | Arka Gdynia                      | 1:0                              | Faza grupowa | 22.11.2006    | Wisła Płock    | 4:1           |
| 29.11.2006                       | Pogoń Szczecin                   | 1:0                              | Faza grupowa | 26.11.2006    | ŁKS Łódź       | 1:4           |
| 02.12.2006                       | Lech Poznań                      | 2:0                              | Faza grupowa | 01.12.2006    | Legia Warszawa | 1:3           |
| 23.02.2007                       | Arka Gdynia                      | 3:0                              | Faza grupowa | 23.03.2007    | Wisła Płock    | 2:0           |
| 27.02.2007                       | Pogoń Szczecin                   | 2:0                              | Faza grupowa | 27.02.2007    | ŁKS Łódź       | 5:0           |
| 25.03.2007                       | Lech Poznań                      | 2:1                              | Faza grupowa | 06.03.2007    | Legia Warszawa | 3:0           |
| 15.05.2007                       | Zagłębie Lubin                   | 3:3                              | Ćwierćfinał  | 15.05.2007    | Korona Kielce  | 1:0           |
| 31.05.2007                       | Zagłębie Lubin                   | 3:0                              | Ćwierćfinał  | 30.05.2007    | Korona Kielce  | 3:1           |
| 04.06.2007                       | Górnik Łęczna                    | 3:2                              | Półfinał     | 03.06.2007    | Wisła Kraków   | 3:0           |
| 07.06.2007                       | Górnik Łęczna                    | 5:0                              | Półfinał     | 07.06.2007    | Wisła Kraków   | 2:0           |

## Tło
Mecz odbył się na Stadionie GKS Bełchatów w Bełchatowie, jednak formalnym gospodarzem była Dyskobolia Grodzisk Wielkopolski, gdyż w sezonie 2005/2006 zajęła wyższe miejsce w tabeli ligowej (7. miejsce), natomiast drużyna GKS Bełchatów zajęło 9. miejsce.

## Mecz

### Przebieg meczu
Mecz odbył się 10 czerwca 2007 roku o godz. 13:45 na Stadionie GKS Bełchatów w Bełchatowie. Sędzią głównym spotkania był Tomasz Mikulski. Jedynego gola w meczu, w 43. minucie zdobył Błażej Telichowski.

### Szczegóły meczu
| 10 czerwca 2007 13:45 | Dyskobolia Grodzisk Wielkopolski · Telichowski 43' | 1:0Raport | GKS Bełchatów | Stadion GKS Bełchatów, Bełchatów Widzów: 4 000 Sędzia: Tomasz Mikulski (Lublin) |
|                       |                                                    |           |               |                                                                                 |

| Dyskobolia Grodzisk Wielkopolski: |    |                      |              |     |
|                                   |    |                      |              |     |
| BR                                | 12 | Sebastian Przyrowski |              |     |
| OB                                | 2  | Radek Mynář          |              | 82' |
| OB                                | 18 | Igor Kozioł          |              |     |
| OB                                | 26 | Mate Lacić           |              |     |
| OB                                | 6  | Błażej Telichowski   |              |     |
| PO                                | 23 | Radosław Majewski    |              |     |
| PO                                | 77 | Piotr Świerczewski   | Żółta kartka |     |
| PO                                | 14 | Michał Goliński      |              | 72' |
| PO                                | 20 | Jarosław Lato        |              | 90' |
| NA                                | 9  | Adrian Sikora        |              |     |
| NA                                | 8  | Filip Ivanovski      |              | 59' |
| Zmiany:                           |    |                      |              |     |
| NA                                | 4  | Vlade Lazarevski     |              | 59' |
| PO                                | 11 | Marek Sokołowski     |              | 72' |
| PO                                | 22 | Piotr Rocki          |              | 82' |
| PO                                | 10 | Amadeusz Kłodawski   |              | 90' |
| Trener:                           |    |                      |              |     |
| Maciej Skorża                     |    |                      |              |     |

| GKS Bełchatów: |    |                    |              |     |
|                |    |                    |              |     |
| BR             | 12 | Łukasz Sapela      |              |     |
| OB             | 4  | Jacek Popek        |              | 61' |
| OB             | 3  | Rafał Grodzicki    |              |     |
| OB             | 15 | Dariusz Pietrasiak |              |     |
| OB             | 21 | Marcin Komorowski  | Żółta kartka |     |
| PO             | 24 | Jakub Tosik        |              | 46' |
| PO             | 5  | Paweł Strąk        | Żółta kartka |     |
| PO             | 8  | Tomasz Jarzębowski |              | 35' |
| NA             | 25 | Mariusz Ujek       | Żółta kartka |     |
| NA             | 11 | Rafał Boguski      |              |     |
| NA             | 14 | Marcin Truszkowski |              | 46' |
| Zmiany:        |    |                    |              |     |
| PO             | 18 | Bartosz Hinc       |              | 35' |
| PO             | 23 | Tomasz Wróbel      |              | 46' |
| NA             | 17 | Dawid Nowak        |              | 46' |
| PO             | 7  | Jacek Kuranty      |              | 61' |
| Trener:        |    |                    |              |     |
| Orest Lenczyk  |    |                    |              |     |

| Puchar Ekstraklasy 2006/2007 Zwycięzcy    |
| ----------------------------------------- |
| Dyskobolia Grodzisk Wielkopolski 1. Tytuł |